# Cjevozupci
Cjevozupci (lat. Tubulidentata), red sisavaca iz podrazreda viših sisavaca danas zastupljen od samo jedne žive vrste, to je afrički mravojed, Orycteropus afer.
Porodica Orycteropodidae jedina je unutar ovog reda.

## Rodovi
1. Orycteropus G. Cuvier, 1798
2. Leptorycteropus Patterson, 1975 †
3. Myorycteropus MacInnes, 1956 †